# Зігфрід Ленц
Зі́гфрід Ленц (нім. Siegfried Lenz; 17 березня 1926, Елк — 7 жовтня 2014, Гамбург) — німецький письменник.

## Біографія
Зігфрід Ленц народився в родині митника. Після закінчення гімназії 1943 року був призваний до вермахту й служив на флоті. 12 липня 1943 року вступив до НСДАП. Незадовго до закінчення Другої світової війни Ленц, перебуваючи в Данії, дезертирував з німецького війська, згодом він був арештований представниками британської військової адміністрації у Шлезвіг-Гольштайні. Після чого Ленц працював для британців як перекладач. По закінченні війни Ленц вступив до Гамбурзького університету, де вивчав філософію та історію літератури. Згодом він покинув навчання в університеті й узявся до журналістської праці в газеті «Die Welt», у 1950–1951 роках був редактором цього видання.
В газеті він познайомився зі своєю майбутньою дружиною Лізелоттою, з якою одружився 1949 року.
З 1951 року Ленц працював у Гамбурзі як незалежний письменник.
Ленц був одним з найвідоміших сучасних авторів романів оповідання німецької літератури після Другої світової війни. Одним з його найважливіших творів є роман «Deutschstunde» («Урок німецької») опублікований 1968 року. В ньому Ленц критично осмислює історію Німеччини під владою Гітлера та під час Другої світової війни.
У березні 2009 року Ленц був нагороджений премією імені Лева Копелева, з яким його пов'язувала багаторічна дружба.
Книги Ленца перекладено на 30 мов світу, і їх загальний тираж становить близько 25 мільйонів примірників.
Ленц помер 7 жовтня 2014 року в Гамбурзі.

## Вибрані твори
Романи
- Шуліки в небі (1951)
- Улюблена їжа гієн (1958)
- Хліба й видовищ (1959)
- Урок німецької (1968)
- Син диктатора (1960)
- Живий приклад (1973)
- Краєзнавчий музей (1978)
- Хвилина мовчання (нім. Schweigeminute, 2008)

Повісті
- Das Feuerschiff (1960)
- Stimmungen der See (1962)
- Lehmanns Erzählungen (1964)
- Der Spielverderber (1965)
- Leute von Hamburg (1968)
- Wie bei Gogol (1973)
- Der Geist der Mirabelle (1975)
- Ein Kriegsende (1984)
- Das serbische Mädchen (1987)
- Ludmilla (1996)
- Zaungast (2004)
- Der Ostertisch (2010)
- Die Ferne ist nah genug (2011)
- Die Maske (2011)
- Küste im Fernglas (2012)

Збірки оповідань і новел
- So zärtlich war Suleyken: masurische Geschichten (1955)
- Das Kabinett der Konterbande (1956)
- Jaeger des Spotts. Geschichten aus dieser Zeit (1958)
- Lukas, sanftmütiger Knecht (1958)
- Einstein überquert die Elbe bei Hamburg (1975)
- Die Erzählungen (2006)

П'єси
- Das schönste Fest der Welt (1956)
- Zeit der Schuldlosen. Zeit der Schuldigen. (1961)
- Das Gesicht (1964)
- Haussuchung (1967)
- Die Augenbinde (1970)
- Drei Stücke (1980)

Есе
- Beziehungen (1970)
- Elfenbeinturm und Barrikade (1983)
- Geschichte erzählen — Geschichten erzählen (1986)
- Über den Schmerz (1988)
- Mutmaßungen über die Zukunft der Literatur (2001)